# Baryconus rugosus
Baryconus rugosus är en stekelart som först beskrevs av Jean-Jacques Kieffer 1910.  Baryconus rugosus ingår i släktet Baryconus och familjen Scelionidae. Inga underarter finns listade.